# Antonín Maleček
Antonín Maleček (* 1909; † 14. September 1964) war ein tschechischer Tischtennisspieler. Er wurde 1932 Weltmeister mit der tschechischen Mannschaft.
Von 1926 bis 1936 wurde Maleček sieben Mal für Weltmeisterschaften nominiert. Seine größten Erfolge erzielte er im Mannschaftswettbewerb. 1932 gewann er mit der tschechischen Mannschaft Gold. 1930 wurde er mit dem Team Dritter, 1931 Zweiter. Im Mixed erreichte er 1932 mit Marie Kettnerová das Viertelfinale. Weiterhin siegte Maleček bei den internationalen deutschen Meisterschaften 1928/29 im Einzel, im Mixed mit Marie Šmídová-Masaková wurde er Zweiter. Bei den englischen Meisterschaften besiegte er im April 1930 zunächst den amtierenden Weltmeister Fred Perry und gewann im Finale gegen Charles Bull.
Maleček war Abwehrspieler. Er war Mitglied des Imperial Ping Pong Club in Prag.

## Turnierergebnisse
| Verband | Veranstaltung     | Jahr | Ort       | Land | Einzel     | Doppel    | Mixed         | Team |
| ------- | ----------------- | ---- | --------- | ---- | ---------- | --------- | ------------- | ---- |
| TCH     | Weltmeisterschaft | 1936 | Prag      | TCH  | letzte 128 | letzte 32 | letzte 32     |      |
| TCH     | Weltmeisterschaft | 1932 | Prag      | TCH  | letzte 32  | letzte 32 | Viertelfinale | 1    |
| TCH     | Weltmeisterschaft | 1931 | Budapest  | HUN  | letzte 32  | letzte 16 | keine Teiln.  | 2    |
| TCH     | Weltmeisterschaft | 1930 | Berlin    | FRG  | letzte 64  | letzte 32 | keine Teiln.  | 3    |
| TCH     | Weltmeisterschaft | 1929 | Budapest  | HUN  | letzte 16  | letzte 16 | letzte 16     | 5    |
| TCH     | Weltmeisterschaft | 1928 | Stockholm | SWE  | letzte 16  | letzte 16 | keine Teiln.  | 6    |
| TCH     | Weltmeisterschaft | 1926 | London    | ENG  | letzte 32  | letzte 32 | keine Teiln.  | 6    |